# 陳正薇
陳正薇（1933年—2022年3月26日），本名陈乐华，祖籍上海，生于浙江杭州，京劇演員，工旦行。

## 生平
新式科班民辦上海戲劇學校出身，與顧正秋、汪正華、王正屏、孫正陽、黃正勤、錢浩樑（藝名錢正倫）等同班。
1948年拜師梅蘭芳先生。